# Термінал ЗПГ Печем
Термінал ЗПГ Печем — інфраструктурний об’єкт для імпорту зрідженого природного газу (ЗПГ) до Бразилії.
У другій половині 2000-х для покриття дефіциту блакитного палива бразильська компанія Petrobras розпочала імпорт ЗПГ. При цьому ухвалили рішення на користь плавучих регазифікаційних терміналів, які потребують менше капітальних інвестицій та часу на створення. Першим з них став об’єкт у штаті Сеара, в порту Печем (за десяток років до того сюди вже подали блакитне паливо по трубопроводу Gasfor, невдовзі після чого запустили розраховані на його споживання  ТЕС Termoceara та ТЕС Termofortaleza). Причальну споруду термінал облаштували під прихистком наявного хвилеламу. До неї з двох сторін швартуються плавуча установка зі зберігання та регазифікації (FSRU) та ЗПГ-танкер. Добова пропускна здатність термінала первісно становила 7 млн м3 регазифікованої продукції на добу.
Обслуговувати термінал мала FSRU Golar Spirit, яка по дорозі до місця майбутньої роботи прийняла першу призначену для Бразилії партію зрідженого газу на заводі Атлантік ЗПГ (острів Тринідад). Термінал у Печемі офіційно ввели в експлуатацію у січні 2009-го, при цьому за кілька тижнів по тому Golar Spirit на певний час перейшла до Ріо-де-Жанейро, де у березні прийняла перший вантаж на терміналі в затоці Гуанабара. Для останнього нього призначалась плавуча установка Golar Winter, проте до її прибуття влітку 2009-го Golar Spirit тимчасово обслуговувала одразу два термінали.
За кілька років на півдні Бразилії почало випадати більше дощів, що означало додаткову виробітку ГЕС з одночасним зменшенням потреби в імпорті ЗПГ. Як наслідок, в червні 2016-го Golar Spirit перевели в район Ріо-де-Жарнейро, звідки у Печем відправили значно потужнішу FSRU Experience (здатна регазифікувати 28 млн м3 на добу, проте фактичні обсяги можуть лімітуватись пропускною здатністю інших споруд терміналу). При цьому в тому ж 2016-му у Печемі розпочав роботу новий великий споживач блакитного палива — металургійний комбінат Siderúrgica do Pecém. Можливо відзначити, що FSRU Experience могла полишати Печем, наприклад, на осінь 2017-го запланували доковий ремонт установки Golar Winter, яка працювала на терміналі ЗПГ у штаті Баїя. На цей час її мала підмінити саме FSRU Experience.
У лютому 2019-го провели рокірування установок між терміналами в Баїї та Печемі, після чого останній стала обслуговувати Golar Winter.